# Бущук Іван Олександрович
Іва́н Олекса́ндрович Бущу́к (1995—2022) — український військовий, учасник АТО, член ДУК ПС, командир роти 24ОМБр, лейтенант, лицар ордену Богдана Хмельницького ІІІ ступеня.

## Життєпис
Народився в 1995 році в селищі Карабинівка Дніпропетровській області. Разом з батьком займалися сільським господарством. Закінчив військову кафедру в  Дніпровському національному університеті залізничного транспорту і здобув досить рідкісну спеціалізацію — підрив мостів і залізничних комунікацій. Свої знання він встиг застосувати вже під час повномасштабної війни — разом з побратимами підірвав міст, через який мала йти вража техніка. У 2014—2015 брав участь в добровольчому підрозділі ДУК ПС, брав участь у боях у Пісках. Потім став офіцером. На 2022 рік служив командиром роти у 24 ОМБр.
Брав участь у спецоперації із затримання й вивезення з окупованих територій Цемаха — єдиного затриманого, який може бути причетним до справи щодо збиття цивільного літака MH17.
Загинув у Луганській області під м. Золоте (Сєвєродонецький район).
26 квітня з Іваном Бущуком попрощалися у Дніпрі. 27 квітня 2022 похований у рідному селищі Карабинівка на Дніпропетровщині.